# Kōno Yōhei
Kōno Yōhei (河野 洋平 (Hà Dã Dương Bình) sinh ngày 15 tháng 1 năm 1937 ở Hiratsuka, Kanagawa) là một chính trị gia Nhật Bản và là cựu chủ tịch của Đảng Dân chủ Tự do. Ông từng là Chủ tịch Hạ viện từ tháng 11 năm 2003 đến tháng 8 năm 2009, khi LDP mất đa số trong cuộc bầu cử năm 2009. Kōno từng là diễn giả trong thời gian dài nhất kể từ khi thành lập Hạ viện năm 1890. Ông là chủ tịch của Hiệp hội điền kinh Nhật Bản từ năm 1999 đến 2013

## Sơ lược
Kōno là con trai cả của Kōno Ichirō, một cựu bộ trưởng giao dịch với Thế vận hội Olympic Tokyo.
Kōno Kenzō, chủ tịch Hạ viện từ năm 1971 đến 1977, là chú của ông.
Sau khi tốt nghiệp trường trung học đại học Waseda, anh theo học ngành Kinh tế tại Đại học Waseda. Sau khi tốt nghiệp, Kōno làm việc với công ty Marubeni. Năm 1967, sự nghiệp chính trị của Kono bắt đầu do cái chết của cha mình.

## Sự nghiệp chính trị

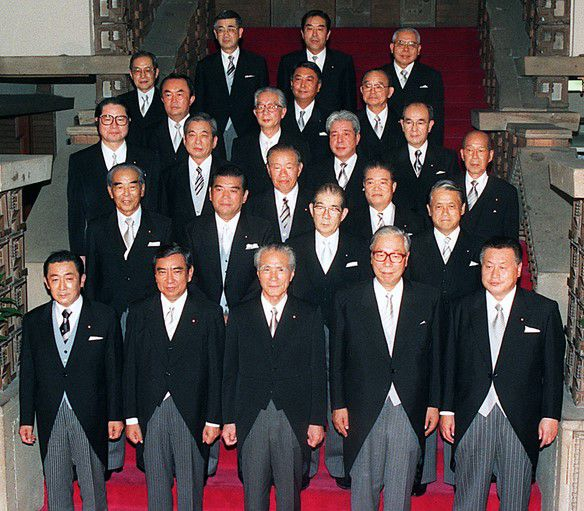
Kōno (hàng trước, thứ hai từ trái sang) với các thành viên của Nội các cải tổ Murayama (tại Kantei vào ngày 8 tháng 8 năm 1995)

Ông là Phó Thủ tướng từ năm 1994 đến 1995. Ông là Bộ trưởng Bộ Ngoại giao dưới thời Thủ tướng Murayama Tomiichi và người kế nhiệm của Murayama Mori Yoshirō . Ông là thành viên của Đảng Dân chủ Tự do (LDP). Ông đã từng là Chủ tịch của LDP từ năm 1993 đến năm 1995 và cho đến nay là nhà lãnh đạo LDP duy nhất ngoại trừ Tanigaki Sadakazu chưa bao giờ làm Thủ tướng Nhật Bản. Vì là một trong những thành viên thân Trung ông đã chịu áp lực trong nước vào mùa xuân năm 2005 khi các phong trào chống Nhật ở Trung Quốc trở nên mạnh mẽ.
Kōno nổi tiếng là một nhân vật gây tranh cãi trong cuộc tranh luận về phụ nữ thoải mái, vì tuyên bố chính thức mà ông đưa ra vào năm 1993, khi ông là Chánh văn phòng Nội các. Trong tuyên bố của mình, được đưa ra sau khi nhà sử học Yoshimi Yoshiaki tuyên bố ông đã phát hiện trong thư viện Cơ quan Quốc phòng ở Tokyo bằng chứng tài liệu rằng Quân đội Hoàng gia Nhật Bản đã thành lập và điều hành "các trạm an toàn", về cơ bản, ông thừa nhận rằng Quân đội Hoàng gia Nhật Bản đã tham gia, trực tiếp và gián tiếp, trong việc thiết lập các cơ sở tiện nghi, và sự ép buộc đó đã được sử dụng trong tuyển dụng và giữ chân phụ nữ. Cuộc gọi tiếp theo của ông cho nghiên cứu lịch sử và giáo dục nhằm ghi nhớ vấn đề đã trở thành cơ sở để giải quyết vấn đề mại dâm cưỡng bức trong sách giáo khoa lịch sử trường học.